# Belmonte & Amaraí
Belmonte & Amaraí foi uma dupla sertaneja brasileira formada por Paschoal Zanetti Todorelli, o Belmonte (Barra Bonita, 2 de novembro de 1937 — Santa Cruz das Palmeiras, 9  de setembro de 1972) e Domingos Sabino da Cunha, o Amaraí (Ruy Barbosa, 11 de outubro de 1940 — Alfenas, 21 de julho de 2018).
São responsáveis pela gravação da música “Saudade de Minha Terra”, clássico lançado em 1966 pela dupla que tornou-se uma espécie de hino da música sertaneja do Brasil, regravada por artistas como Chitãozinho & Xororó, Milionário & José Rico, Sérgio Reis e Michel Teló.

## História
Antes de se tornarem parceiros, Belmonte faz dupla com Belmiro, depois com Tibagi. Amaraí é, inicialmente, parceiro de Amoroso e, posteriormente, de Tibagi.
Se conhecem em 1964 em um bar localizado no Largo do Paissandu, em São Paulo, apelidado de Café dos Artistas, ponto de encontro de violeiros amadores e cantores em início de carreira. A dupla começou a cantar em churrascarias, circos e em praças de cidades do interior.
Gravam o primeiro LP em 1966, Saudades da Minha Terra, pela RCA Victor, a convite do diretor artístico Nenete, da dupla Nenete e Dorinho. Esse álbum bate recordes de venda do gênero, alcançando na época a marca de 1 milhão de cópias vendidas, em especial pelo sucesso da faixa-título, uma composição de Belmonte e Goiá, que se torna uma referencia do gênero sertanejo.
Emplacou sucessos como “Mercedita”, “Pombinha Mensageira”, “A Fronha”, “Desde que Te Vi e Morrendo de Amor”, “Entre Lágrimas”, “Lágrimas da Alma”, “Desventura”, “Te Amarei Toda Vida”, “Capricho do Destino” e “Saudade de Goiás”.
Em 8 anos de carreira, gravaram seis LP's, com 12 músicas em cada um, e chegaram a vender mais de 2 milhões de cópias.
Belmonte faleceu em 9 de setembro de 1972 aos 34 anos em um acidente de carro, após um show em Itápolis.
Amaraí continuou cantando em carreira solo e com outros parceiros até que 28 anos depois, em 1999, formou uma dupla do mesmo nome com seu filho Francis Douglas da Cunha com quem fez dupla por 17 anos.
Amaraí veio a falecer em 21 de de julho de 2018, aos 77 anos, vítima de um infarto na cidade mineira de Alfenas, para onde havia se mudado para ficar próximo do filho.
Em 2018, após o falecimento de Amaraí, Francis se junta a Jannel (nome artístico de Sebastião Ferrari), da dupla Juninho & Janel, formando a nova dupla Belmonte & Amaraí.

### Homenagens
Em novembro de 2022, foi inaugurada uma estátua de bronze em tamanho natural de Paschoal Zanetti Todorelli, o Belmonte, em sua cidade natal Barra Bonita.

## Discografia
Discografia parcial:
- Saudade De Minha Terra (1967)
- Te Amarei Tôda Vida (1968)
- Boa Noite, Amor (1968)
- Sucessos (1969)
- Gente De Minha Terra (1972)
- Porque Fui Te Conhecer (1972)

## Integrantes

### Atuais
- Francis Douglas da Cunha: ("Belmonte") (1999–2018) / ("Amaraí") (2018–presente)
- Sebastião Ferrari: ("Belmonte") (2018–presente)

### Originais
- Paschoal Zanetti Todorelli: ("Belmonte") (1964–1972)
- Domingos Sabino da Cunha: ("Amaraí") (1964–1972 / 1999–2018)